# 桜塚古墳群 (豊中市)

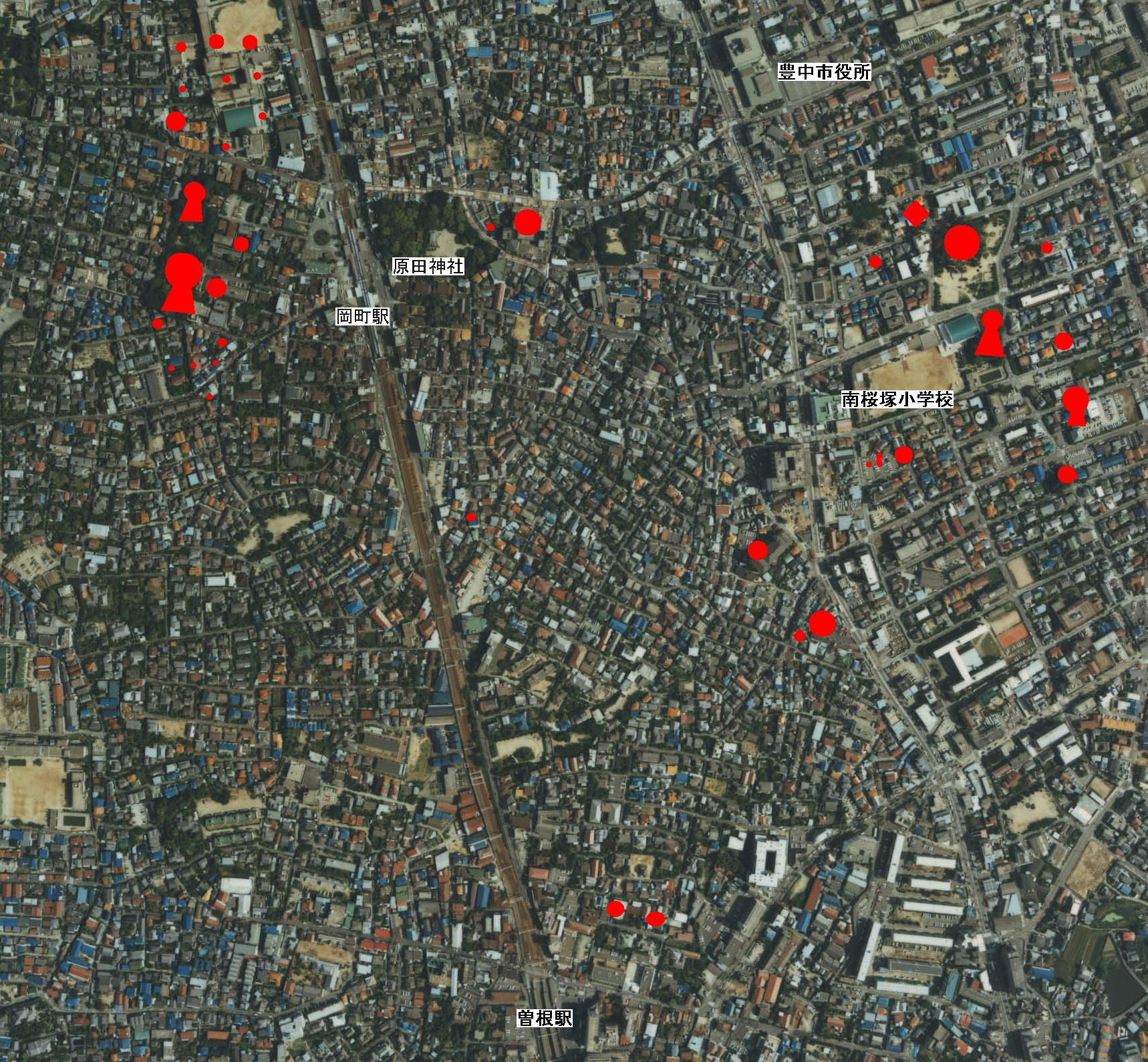
桜塚古墳群分布図

桜塚古墳群（さくらづかこふんぐん）は、大阪府豊中市岡町・中桜塚・南桜塚にある古墳群。5基が国の史跡に指定されている。
豊中台地の中央、標高約20-25メートルの低位段丘上に立地する。豊中市の中央部、阪急宝塚線岡町駅を中心に東西1.2キロメートル、南北1キロメートルの範囲に分布する。

## 概要
古墳時代前期後半（4世紀）、および中期末から後期初頭にかけて（6世紀）の2時期にわたって形成されたといわれる。
この古墳群については、1874年（明治7年）、1879年（明治12年）、1881年（明治14年）に大規模な調査があり、「壱日三捨六墳全図」「三十六墳所在総図」「諸墳略図面書上」などの絵図が編集・保存されている。
昭和10年代に実施された土地区画整理事業により、狐塚古墳、北天平塚古墳、南天平塚古墳などの発掘調査が進み、北摂最大の中期古墳群として周知されるようになった。
絵図の36基に、近年の調査によって発見された桜塚第37号墳から第44号墳までの8基を加えた、合計44基の古墳が確認されたが、宅地開発に伴い39基は破壊され、現存するものは、
- 大石塚（おおいしづか）古墳
- 小石塚（こいしづか）古墳
- 大塚（おおつか）古墳
- 御獅子塚（おししづか）古墳
- 南天平塚（みなみてんびんづか）古墳

の5基のみとなっている。
桜塚古墳群は大まかに次の4群に区分される。
- 西群：大石塚・小石塚古墳を中心とするグループ
- 中央群：荒神塚古墳、桜塚古墳
- 東群：大塚・御獅子塚古墳を中心とするグループ
- 南群：阪急曽根駅の北東部を中心とした近年確認されたグループ

この古墳群における特異な状況は、東群の各古墳で棺の身と蓋を留めるのに鎹（かすがい）が使用されていたことである。また、出土遺物として目を引くものは、荒神塚古墳の金銅製鳳凰文透彫帯金具や無名墳の細線式獣帯鏡などが挙げられる。

## 古墳群

### 大石塚古墳
大石塚古墳は、桜塚古墳群中の西端に位置し、南面する前方後円墳である。北側に位置する小石塚古墳と南北方向にほぼ主軸を揃えるなど、計画的に築造されたことがうかがわれる。
小石塚古墳とともに、1979年（昭和54）年の史跡整備事業に伴って墳丘・規模などの確認調査が実施された。3段築成、全長80メートル以上、後円部径約48メートルで、桜塚古墳群で最も大きな古墳。墳丘には河原石が葺石として、各テラス面には玉砂利がそれぞれ敷き詰められており、「石塚」の名の由来となったといわれる。かつて、墳丘の平坦面には円筒形埴輪と朝顔形埴輪が各々3体一組で配されていた。調査発掘後、それらは豊中市立伝統芸能館に展示されている。
この古墳は古くから原田神社の所領に属し、小石塚古墳を含め岡町駅西側周辺の旧地名は広く御位塚（ごいづか）墳と呼ばれ十基近くの古墳が存在していた。御位塚の北西に位置していた位司墳の旧地名から「石塚」の名の由来となったともいわれる。市内ではいち早く1956年（昭和31年）に国の史跡に指定された。出土した埴輪類から古墳時代前期後半に築造された古墳とみられ、桜塚古墳群出現時期を位置づける古墳として重要である。また、4世紀中葉以降の政権中枢部や周辺地域との関係を推察する上においても貴重な資料を提供している古墳である。
- 前方後円墳　東西長45.4メートル、南北長87.2メートル、高さ5.0メートル
- 豊中市岡町北1-6
- 北緯34度46分45.22秒 東経135度27分46.16秒 / 北緯34.7792278度 東経135.4628222度

### 小石塚古墳

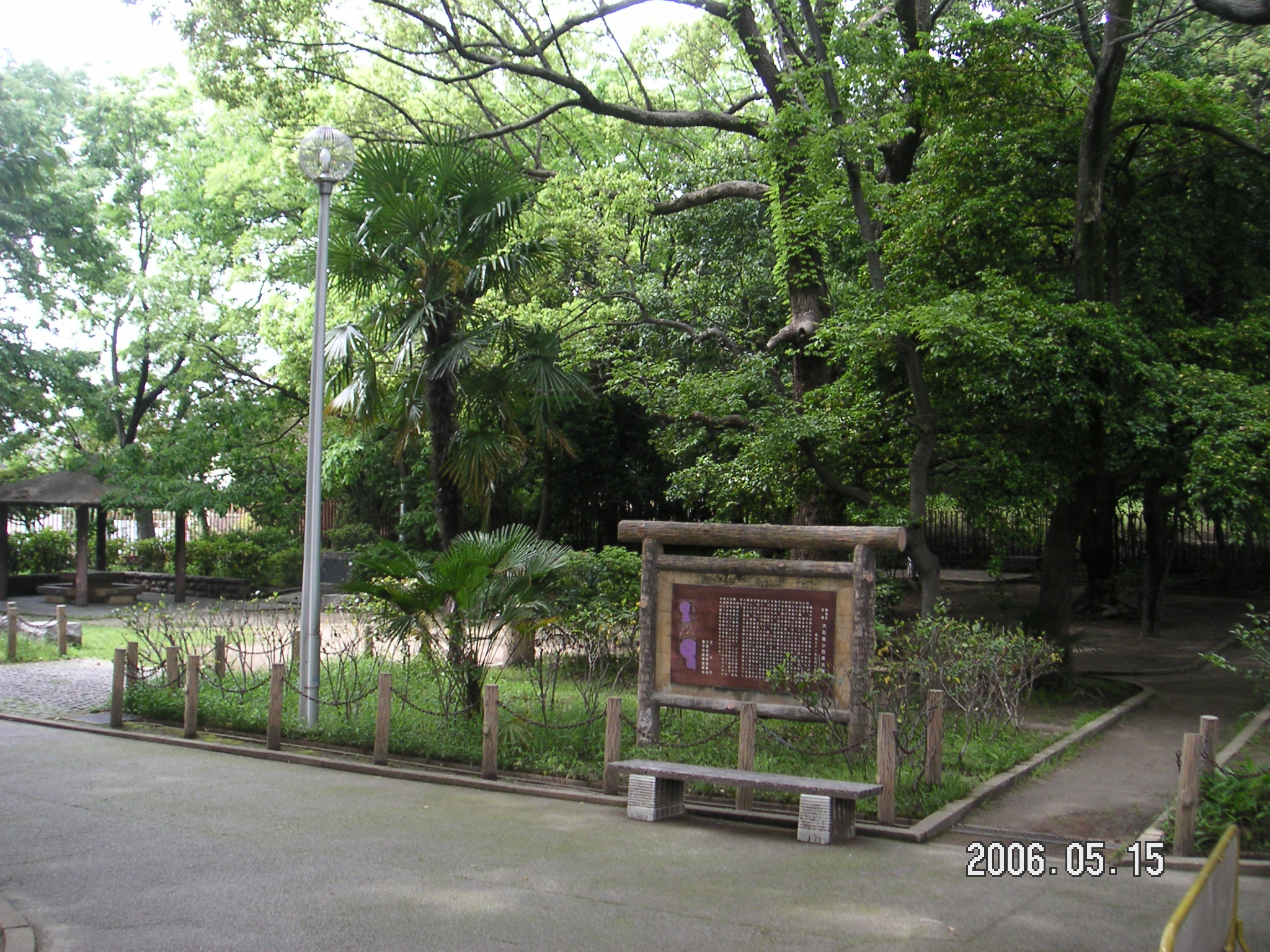
小石塚古墳

小石塚古墳は、大石塚古墳の北側に位置し南面する前方後円墳である。大石塚古墳との間には浅い谷地形が入り込むが、主軸はほぼ揃えられている。1979年（昭和54年）の史跡整備事業に伴って墳丘・規模などの確認調査が実施された。その結果、全長49メートル、後円部2段築成、前方部は1段構成と考えられ、大石塚古墳同様に東側のみに周溝を有する。葺石は用いないが、埴輪は使用している。埴輪には壷形・朝顔形・円筒形などが認められているが、墳丘の損壊が激しいため、すべて遊離しており、原位置と配置は不明である。後円部墳頂には主軸に沿って埋葬施設（粘土槨）が確認されている。棺は形状から割竹形木棺で、北頭位で埋葬されていたと想定できる。棺は黄白色の良質の粘土で包まれ、周囲には赤黄褐色の砂礫土が充填され、下部には砂利が敷かれていた。
- 前方後円墳。東西長29.0メートル、南北長49.0メートル、高さ3.6メートル
- 豊中市岡町北1-6

### 大塚古墳

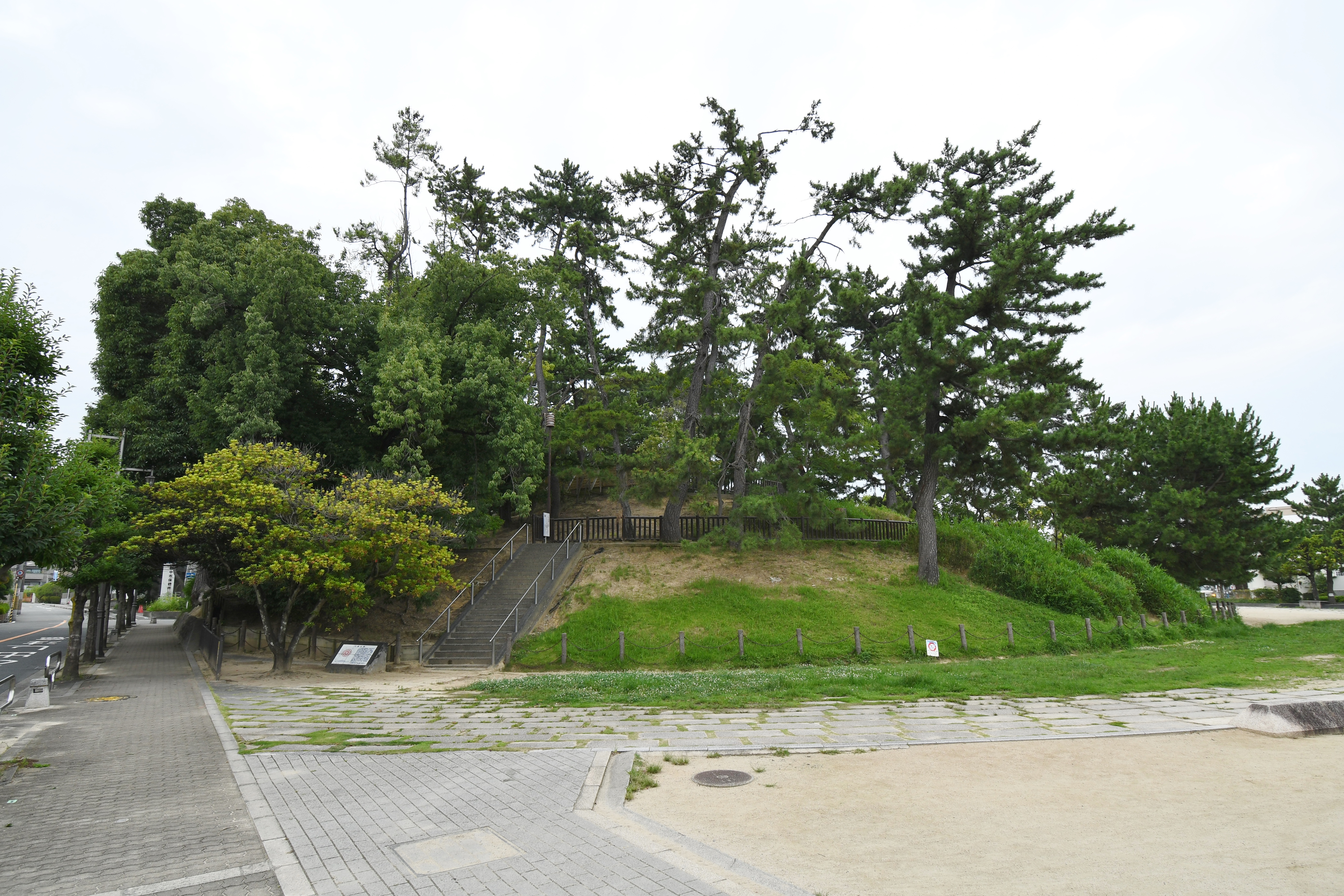
大塚古墳

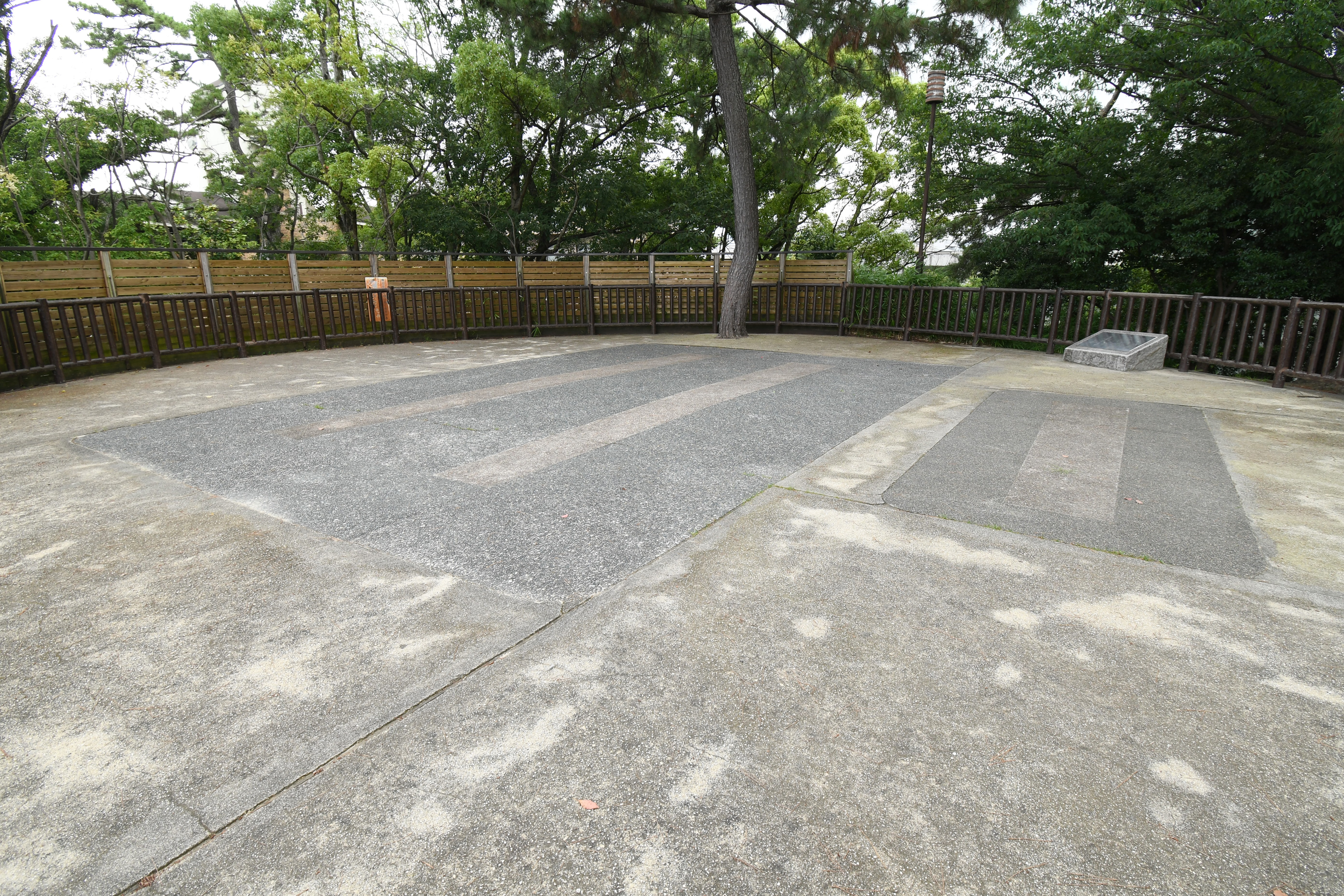
墳頂

大塚古墳は、桜塚古墳群の東群を代表する古墳である。昭和10年代に周辺一帯に施された土地区画整理事業により北と西の裾部を一部削除された。昭和50年代に入り、墳頂部より副葬遺物の露出を見るようになり、1983年（昭和58年）に緊急性を重んじ発掘調査が実施された。
高さ約18メートルの3段築成の円墳であり、幅12ないし13メートルの周濠を含めると直径約80メートルに達する。造成は5世紀初めごろとみられている。墳頂部には南北方向に主軸を採る並列された3体の主体部が存在した。主体部は大きく分けて東槨（かく）と西槨と呼ばれているが、東槨は、拳大の石で棺の両端を取り巻くように充填させる特異な構造であるが、そのほとんどがすでに流失していた。西槨は、盗掘によりすでに大きく損壊していたが、長さ7.1mにも達する長大な割竹形木棺が2つ南北に並べられていたという。東槨木棺内部からは、鏡・鉄製甲冑・鉄製剣・盾などの副葬品が出土し、調査発掘後、これらは国の重要文化財考古資料に指定され、豊中市教育委員会に保管されている。1990年（平成2年）に史跡公園として整備された。
- 円墳。東西長56.0メートル、南北長46.9メートル、高さ18.0メートル
- 豊中市中桜塚4-15
- 北緯34度46分46.46秒 東経135度28分20.68秒 / 北緯34.7795722度 東経135.4724111度

- 墳頂

### 御獅子塚古墳

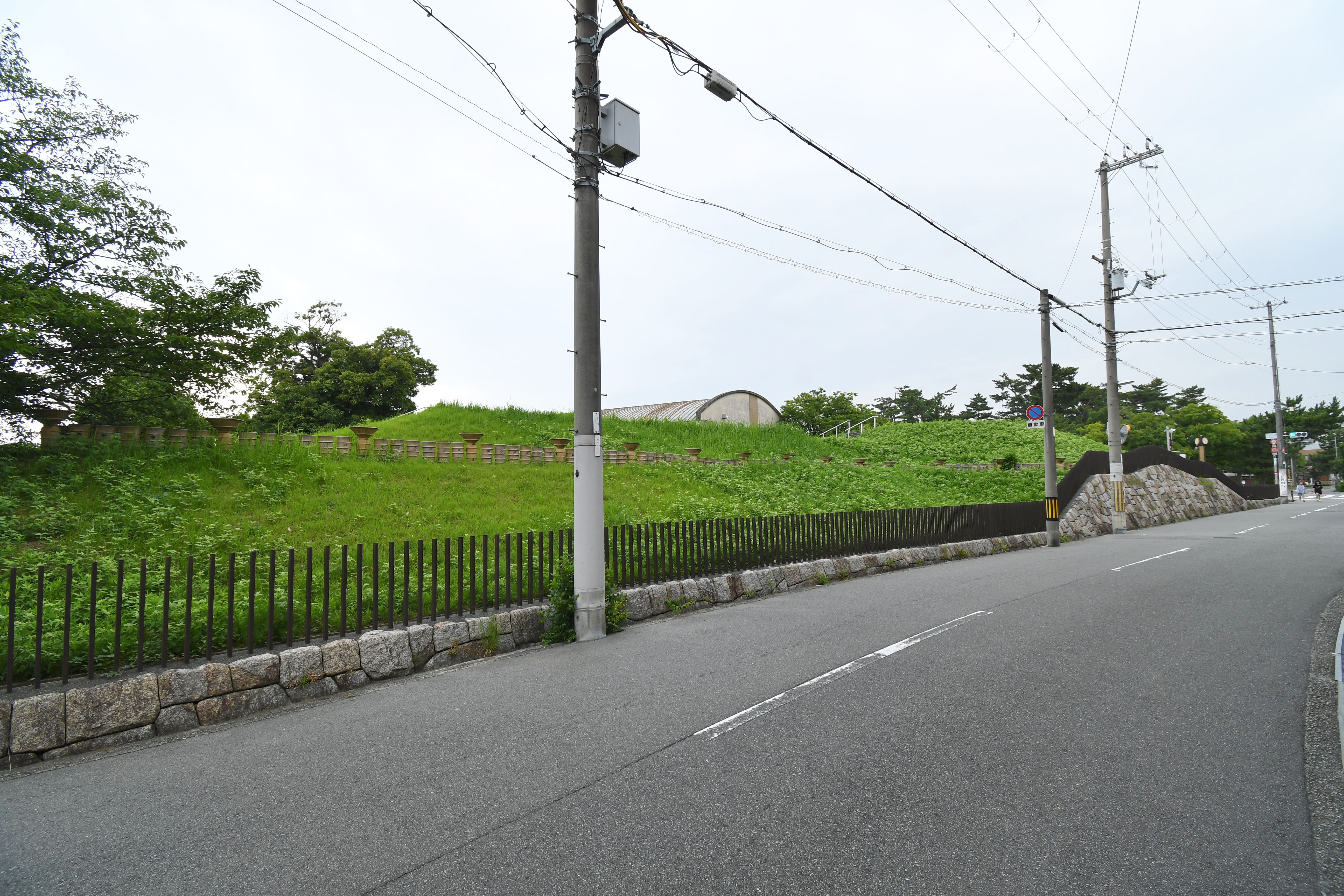
御獅子塚古墳

御獅子塚古墳は南面する前方後円墳で大塚古墳の50メートル南に位置し、桜塚古墳群東群を代表する古墳の一つで、大塚古墳に次ぐ規模を有する。この古墳も昭和10年代の土地区画整理事業で後円部東側の一部は削除されたものの幸運なことに大部分は保存された。その後、隣接する南桜塚小学校における体育館とプールの建設に伴って、後円部西側の一部と前方部周濠部が破壊された。自然崩壊も激しかったので、1985年（昭和60年）と1990年（平成2年）に史跡整備事業とともに発掘調査が実施された。
周濠を含めた全長は70メートルである。墳丘は2段築成で2段目斜面のみ葺石を施すという特異な外観を呈する。円筒形埴輪が密に樹立しており、中には須恵質のものも含まれる。形象埴輪片が数多く出土しており、種類は家、蓋、靱、盾、動物などが存在し、初期須恵器の高坏片も出土している。後円部墳頂では主体部が上下で直行する2体検出されている。第一主体部では、鋲留め技術導入期の試行製品と思われる三角板鋲留短甲や小札鋲留衝角付冑など歴史的に貴重な遺物のほか、農耕具や馬具類、漆塗り革製盾が良好な状態で出土するほか、勾玉などの玉類も約400点出土した。第二主体部では、甲冑と頸。肩甲の付属物を伴う1組、大刀1口、槍3口、鉾4口、鉄鏃（てつやじり）184本、鎹（かすがい）、盾などが出土した。御獅子塚古墳から出土した鉄製武器・武具類は、大陸系技術導入期の様相を如実に表している貴重な資料である。また、革製盾の全貌が明らかにされた稀有な例で、取り上げ保存された唯一のものである。これらの資料は5世紀を考える上で欠かすことのできない一級資料である。
- 前方後円墳。東西長21.9メートル、南北長49.0メートル、高さ3.6メートル
- 豊中市南桜塚2-2
- 北緯34度46分42.81秒 東経135度28分22.54秒 / 北緯34.7785583度 東経135.4729278度

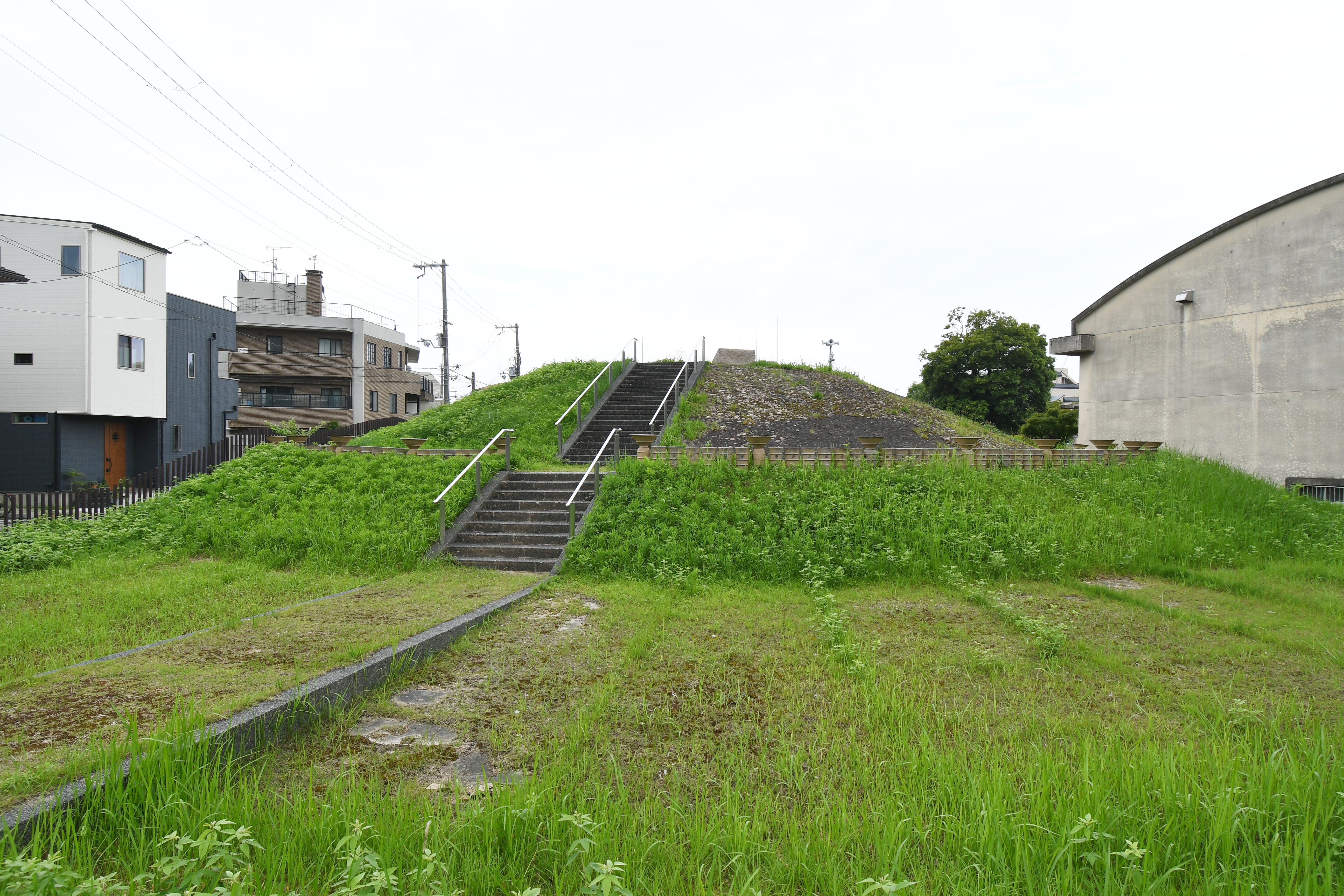
後円部
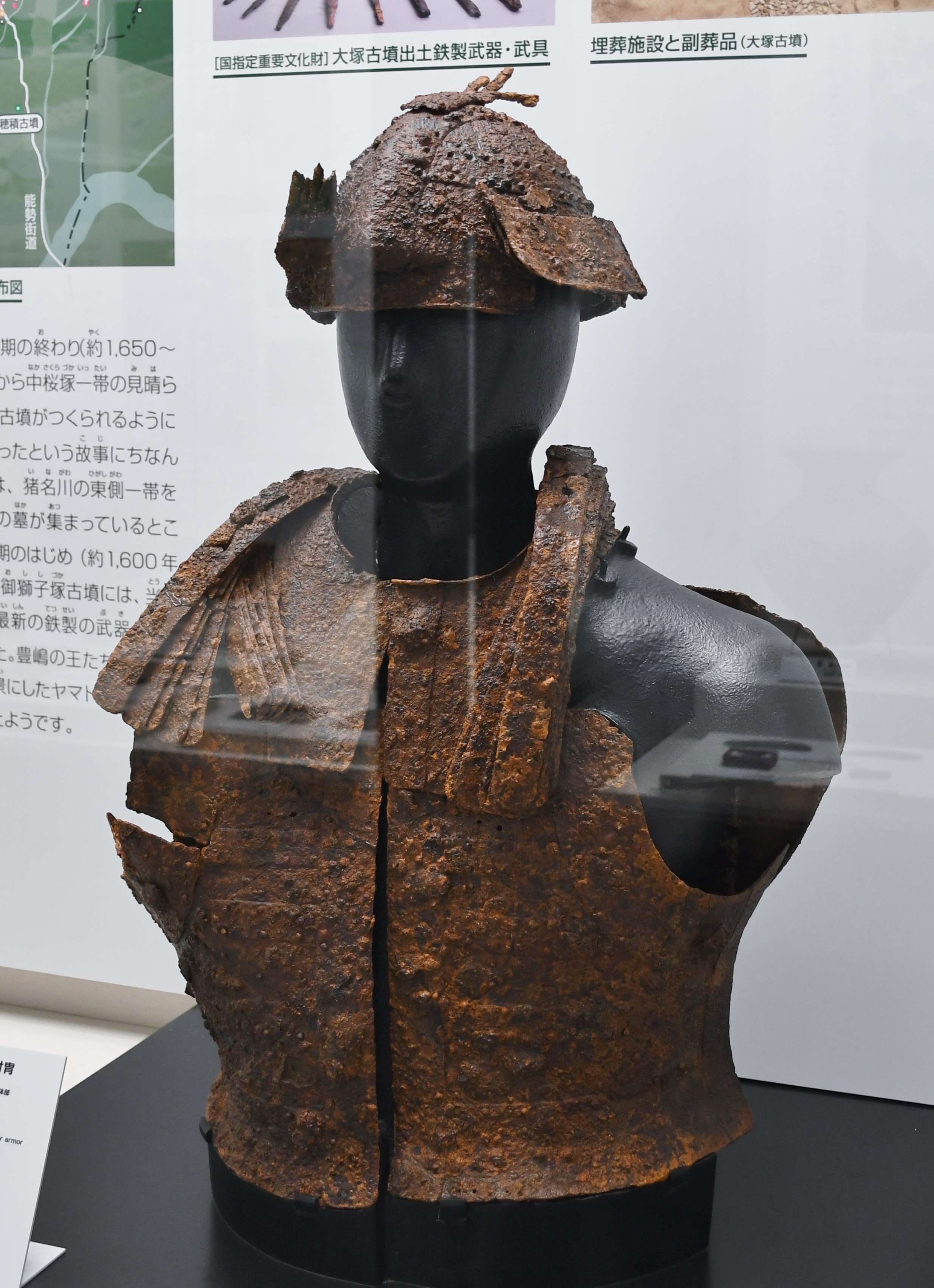
甲冑 豊中市立郷土資料館展示。

### 南天平塚古墳

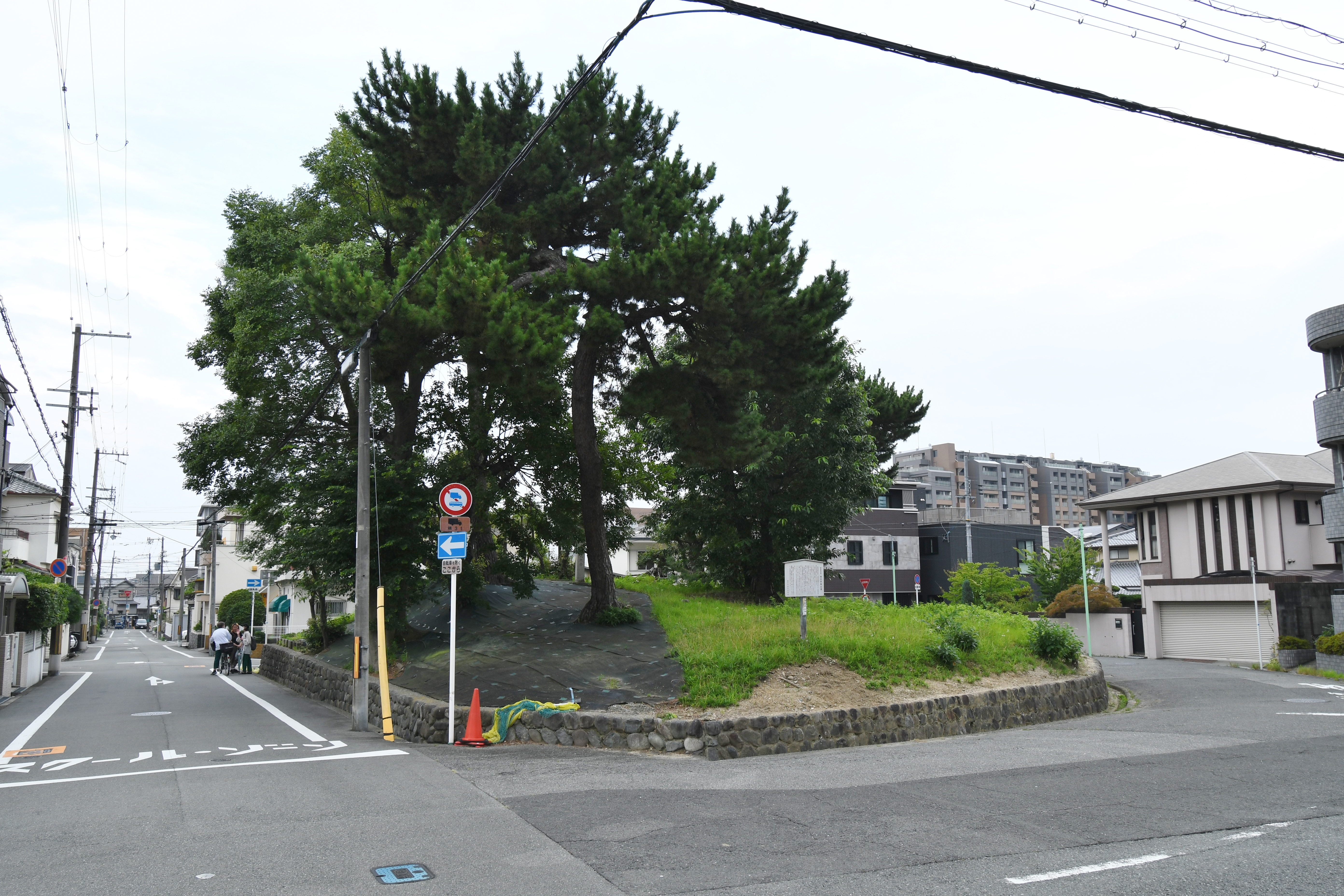
南天平塚古墳

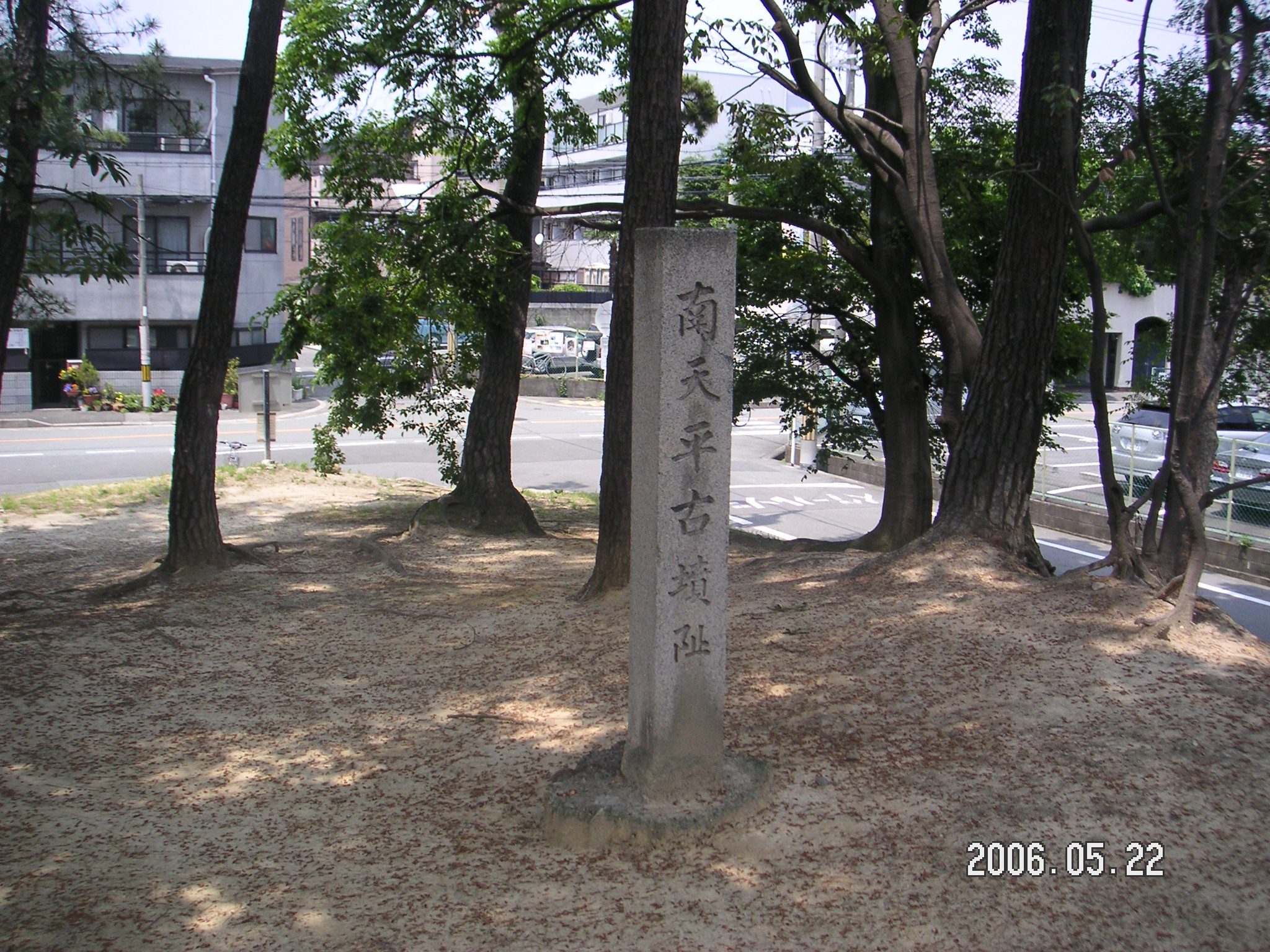
墳頂

南天平塚古墳は、昭和10年代の土地区画整理事業に伴う道路計画によってその4分の3が破壊されることとなったため、1937年（昭和12年）に発掘調査が実施された。その結果、円筒埴輪列を伴う2段築成、直径約20メートル、高さ5.5メートルの円墳であることが明らかになった。南東部では、円筒埴輪列で囲まれた突出部が検出され、方形区画の作り出しが付設していることも判明した。
4分の3が道路によって破壊された後、1991年（平成3年）に、残った4分の1の部分を対象に豊中市教育委員会が再調査を実施した。その結果、一段目のテラスの埴輪列の上に幅7〜8mの周壕を有することが明らかになった。そして、墳頂の下2.5mから2個の割竹形木棺が発見された。それとともに、彷製六獣鏡、鉄刀、鉄剣、短甲、衝角付冑が副葬され、棺蓋の上には革盾をのせた形跡が認められた。また、木棺の両端外側には鞍、鐙（あぶみ）、轡（くつわ）、杏葉（ぎょうよう）などの馬具一具を置き、北側外側には鉄槍一筋を横たえ、赤・黒とりどりに彩られた弓数張を添えてあった。槍は木質部が腐朽していたにもかかわらず、柄の表面の糸巻きが漆で固められた被膜となって遺存していたため、槍先から石突まで3.3mにおよぶ全形を確認できた。
- 帆立貝式前方後円墳。東西長27.2メートル、南北長18.0メートル、高さ5.5メートル
- 豊中市南桜塚3-8
- 北緯34度46分37.79秒 東経135度28分25.90秒 / 北緯34.7771639度 東経135.4738611度

- 墳頂

### 破壊された古墳（名称があるもの）
- 御位塚（ごいづか）古墳
- 桜塚（さくらづか）古墳
- 荒神塚（こうじんづか）古墳
- 小塚（こつか）古墳
- 狐塚（きつねづか）古墳
- 北天平塚（きたてんびんづか）古墳
- 出雲塚（いづもづか）古墳
- 嫁廻塚（よめまわりづか）古墳
- 女塚（めづか）古墳
- 地王塚（じおうづか）古墳
- 大明神墳（だいみょうじんふん）
- 伯堂塚（はくどうづか）古墳
- 故事記塚（こじきづか）古墳
- 参拾六塚（さんじゅうろくづか）古墳
- 桜塚第37号墳
- 桜塚第38号墳
- 桜塚第39号墳
- 桜塚第40号墳
- 桜塚第41号墳
- 桜塚第42号墳
- 桜塚第43号墳
- 桜塚第44号墳

## 文化財

### 国の史跡
- 桜塚古墳群
1956年（昭和31年）5月15日、大石塚古墳・小石塚古墳が国の史跡に指定。
1987年（昭和62年）8月21日、大塚古墳・御獅子塚古墳・南天平塚古墳の3基を追加指定して、「桜塚古墳群」に名称変更。
1998年（平成10年）12月8日、小石塚古墳の一部の追加指定。

## 桜塚の地名の由来
原田神社沿いの桜塚碑（石碑）には桜塚古墳がこの場所にあったと書かれている。この桜塚古墳が地名の由来になったといわれているが、一方で隣接する荒神塚古墳が本来の桜塚であったとする見方もある。荒神塚古墳は、直径約30mの円墳とみられ、頂上には祠が祭られていた。1922（大正11）年ごろ、墳丘を破壊する最中に頂上から巨大な桜の根が発見された。現在はスーパーの室内駐輪場となっている。

## 交通アクセス
- 阪急宝塚線岡町駅
- 国道176号